# رادار آنلاین
رادار آنلاین (به انگلیسی: Radar Online) یک وبگاه تفریحی و شایعات آمریکایی است که ابتدا به صورت چاپی و آنلاین ارائه می‌شد ولی بعداً فقط به صورت آنلاین درآمد.